# Ctenognophos
Ctenognophos is een geslacht van vlinders van de familie spanners (Geometridae), uit de onderfamilie Ennominae.

## Soorten
- C. aexaria Walker, 1860
- C. culoti Wehrli, 1945
- C. dolosaria Leech, 1897
- C. eolaria Guenée, 1858
- C. fumosa Warren, 1895
- C. grandinaria Motschulsky, 1860
- C. imaginata Prout, 1931
- C. incolaria Leech, 1897
- C. methoria Prout, 1926
- C. niguzaria Walker, 1860
- C. obtectaria Walker, 1866
- C. paerlita Butler, 1886
- C. tetarte Wehrli, 1931
- C. ventraria Guenée, 1858
- C. zelolypus Inoue, 1992